# L'Ascension-de-Patapédia
L'Ascension-de-Patapédia es un municipio canadiense situado en la provincia de Quebec.

## Superficie
L'Ascension-de-Patapédia tiene una superficie de 95,98 km².

## Demografía
En 2021, tenía 148 habitantes, una densidad poblacional de 1,5 hab./km², y 111 viviendas.